# Diaphorina carissae
Diaphorina carissae är en insektsart som först beskrevs av Franklin William Pettey 1924.  Diaphorina carissae ingår i släktet Diaphorina och familjen rundbladloppor. Inga underarter finns listade i Catalogue of Life.